# 11. Zusatzartikel zur Verfassung der Vereinigten Staaten

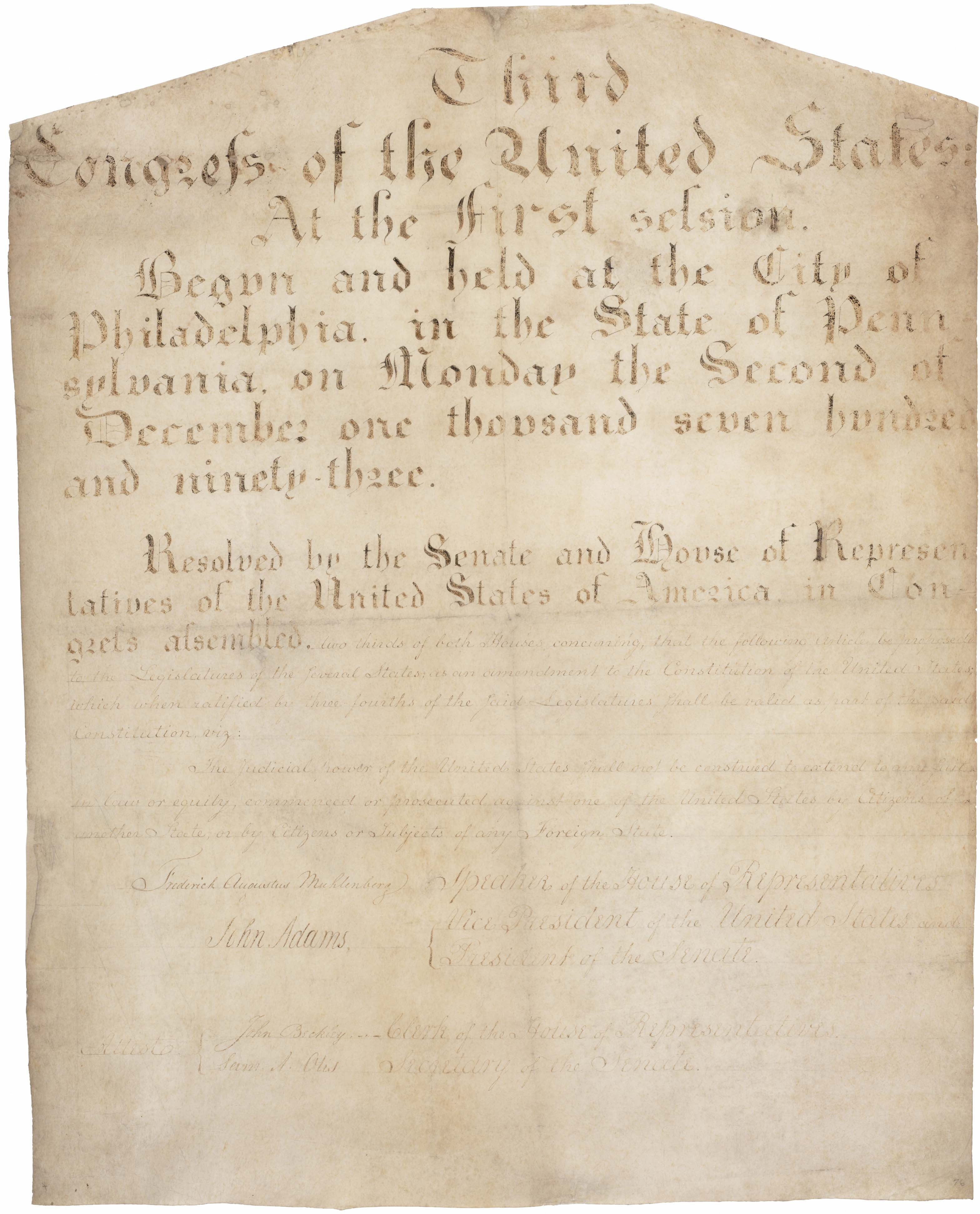
11. Zusatzartikel zur Verfassung der Vereinigten Staaten

Der 11. Zusatzartikel zur Verfassung der Vereinigten Staaten von Amerika, das Eleventh Amendment, wurde vom US-Kongress am 4. März 1794 vorgeschlagen und wurde am 7. Februar 1795 ratifiziert.

## Wortlaut
“The Judicial power of the United States shall not be construed to extend to any suit in law or equity, commenced or prosecuted against one of the United States by Citizens of another State, or by Citizens or Subjects of any Foreign State.”

„Die richterliche Gewalt der Vereinigten Staaten darf nicht dahingehend ausgelegt werden, dass sie sich auf Klagen nach dem Gesetzes- oder Billigkeitsrecht erstreckt, die gegen einen Bundesstaat der Vereinigten Staaten von Bürgern eines anderen Einzelstaates oder von Bürgern oder Untertanen eines ausländischen Staates angestrengt oder durchgefochten werden.“

## Geschichte
Dieser Verfassungszusatz wurde erlassen, nachdem der Supreme Court in seiner Entscheidung Chisholm v. Georgia im Jahr 1793 verfügt hatte, Bundesgerichte hätten die Zuständigkeit in Klageverfahren gegen einen der Staaten und dass die Staaten keine Immunität gegen Klagen eines Bürgers eines anderen Staates hätten.
Der Verfassungszusatz entzieht den Bundesgerichten die Zuständigkeit, Klagen einer Person gegen die Regierung eines Staates zu behandeln. Allerdings können Bundesgerichte in Anspruch genommen werden, wenn der beklagte Bundesstaat eine derartige Klage zulässt. Weiter entschied der Supreme Court im Fall Fitzpatrick v. Bitzer, 427 U.S. 445 im Jahr 1976 einstimmig, dass der Kongress die Immunität eines Bundesstaates aufheben kann, wenn er dies im Rahmen der ihm verfassungsmäßig zustehenden Rechte tut. Siehe z. B. der Fall  Seminole Tribe of Florida v. Florida, 517 U.S. 44 (1996). Der Supreme Court hat den 14. Verfassungszusatz als eine ein derartiges Recht gewährende Rechtsquelle interpretiert.
Obwohl der Verfassungszusatz wörtlich Fälle eines Bürgers, der seinen eigenen Staat verklagt, nicht beinhaltet, entschied der Supreme Court im Fall Hans v. Louisiana 134 U.S. 1 (1890), dass ein weiter gefasstes Prinzip der bundesstaatlichen Immunität existiert, wofür der elfte Verfassungszusatz bloß ein Beispiel ist. Eine derartige Immunität wird üblicherweise als „Eleventh Amendment immunity“ (etwa: „Immunität gegen den elften Verfassungszusatz“) bezeichnet, obwohl selbst der Supreme Court dies im Fall Alden vs. Maine, 527 U.S. 706, (1999), als Fehlbezeichnung erkannt hat („something of a misnomer“).
Es gab in Gegenmeinungen von Richtern des Supreme Courts eine beständige Haltung, dass die Staaten mit der Ratifizierung der Verfassung ihre Souveränität abgetreten hätten. Damit müsse der elfte Verfassungszusatz eng ausgelegt werden, so dass er nur auf Klagen angewendet werden kann, die gegen Staaten im Rahmen der diversity jurisdiction (die Streitparteien stammen aus unterschiedlichen Bundesstaaten) durch Bundesgerichte behandelt werden.

## Ratifizierung
- New York: 27. März 1794
- Rhode Island: 31. März 1794
- Connecticut: 8. Mai 1794
- New Hampshire: 16. Juni 1794
- Massachusetts: 26. Juni 1794
- Vermont: 9. November 1794
- Virginia: 18. November 1794
- Georgia: 29. November 1794
- Kentucky: 7. Dezember 1794
- Maryland: 26. Dezember 1794
- Delaware: 23. Januar 1795
- North Carolina: 7. Februar 1795
- South Carolina: 4. Dezember 1797

Pennsylvania und New Jersey haben diesen Zusatzartikel nicht ratifiziert.